# Certyfikat klucza publicznego
Certyfikat klucza publicznego – informacja o kluczu publicznym podmiotu, która dzięki podpisaniu przez zaufaną trzecią stronę jest niemożliwa do podrobienia.

## Zawartość certyfikatu[1][2]
Certyfikat klucza publicznego zawiera trzy podstawowe informacje:
- klucz publiczny podmiotu,
- opis tożsamości podmiotu[3],
- podpis cyfrowy złożony przez zaufaną trzecią stronę na dwóch powyższych strukturach.

Certyfikat klucza publicznego realizuje przede wszystkim funkcję autentyczności w stosunku do klucza publicznego podmiotu. Autentyczny klucz może być następnie używany do realizacji kolejnych funkcji bezpieczeństwa.

## Systemy certyfikatów
Trzy najbardziej znane rodzaje certyfikatów klucza publicznego to certyfikaty PGP, SPKI/SDSI i X.509. Pierwszy i drugi opierają się na zdecentralizowanej sieci zaufania, trzeci na hierarchii urzędów certyfikacji.
W niektórych systemach – np. SPKI/SDSI certyfikat klucza publicznego może realizować równocześnie inne funkcje takie jak autoryzacja. W X.509 funkcja ta jest z kolei realizowana przez oddzielne certyfikaty atrybutu.
Podmiotami certyfikatów mogą być dowolne obiekty, których tożsamość musi być chroniona – najczęściej są nimi osoby fizyczne, osoby prawne, serwery (certyfikaty SSL) bądź usługi sieciowe.

## Certyfikaty kwalifikowane
Certyfikaty X.509 wystawiane przez podmioty spełniające określone prawem wymagania i zapewniające odpowiednio wysoki poziom bezpieczeństwa technicznego i organizacyjnego (certyfikat kwalifikowany), mogą być w Unii Europejskiej używane do składania podpisu elektronicznego, równoważnego pod względem prawnym z podpisem własnoręcznym (podpis kwalifikowany).
We wrześniu 2013 liczba aktywnych certyfikatów kwalifikowanych w Polsce przekroczyła 278 tys. egzemplarzy. Ocenia się, że od początku uruchomienia programu w Polsce do końca września 2013 na terenie Polski wydano ponad 861 tys. certyfikatów.